# Scot Project
DJ Scot Project, znany również jako Frank Zenker (ur. 29 maja 1973 we Frankfurcie nad Menem) – niemiecki DJ uważany za jednego z twórców gatunku hard trance.
Zaczynał jako DJ w 1986, grając głównie muzykę breakdance. Kiedy acid house zdobył popularność, w swoich setach zaczął go mieszać ze starszymi brzmieniami muzyki klubowej, tworząc tym własne brzmienie i styl. Po 1990 we Frankfurcie założył własne studio. Początkowo koncentrował się głównie na remiksowaniu, potem zaczął tworzyć swoje utwory muzyczne w stylu hard trance, które zdobyły dość dużą popularność.